# Balzania
Balzania är ett släkte av svampar. Balzania ingår i familjen Thyridiaceae, klassen Sordariomycetes, divisionen sporsäcksvampar och riket svampar.
|          | Mattirolia                           |
|          |                                      |
|          | Thyronectroidea                      |
|          |                                      |
|          | Pleurocytospora                      |
|          |                                      |
| Balzania | \| \| Balzania platensis \| \| \| \| |
|          | \| \| Balzania platensis \| \| \| \| |
|          | Leucocrea                            |
|          |                                      |
|          | Balzania platensis                   |
|          |                                      |

|  | Balzania platensis |
|  |                    |